# Старобешевская ТЭС
Старобешевская ТЭС — конденсационная электростанция в посёлке Новый Свет Донецкой области Украины.

## История
Строительство началось в 1954 году. Старобешевская ГРЭС возводилась скоростными индустриальными методами. Начальник строительства — Хохряков Юрий Борисович. Основным топливом был намечен антрацитовый штыб с использованием в летнее время природного газа. Первый агрегат пущен в 1958 году.
На полную мощность (2300 МВт) станция введена в 1967 году.
В 1971 году ГРЭС была награждена орденом Октябрьской революции.
18 ноября 1977 года Старобешевская ГРЭС выдала 200-й миллиард киловатт-часов с начала пуска.
В советское время ГРЭС входила в состав Южной энергосистемы Единой энергетической системы Европейской части СССР.
В 1993 году Старобешевская государственная районная электростанция (ГРЭС) стала официально именоваться тепловой электростанцей (ТЭС).
В июне 1995 года на базе государственного предприятия «Донбассэнерго» (в ведении которого находилась ТЭС) была создана государственная акционерная энергогенерирующая компания «Донбассэнерго», в 1998 году решением собрания акционеров она была преобразована в ОАО «Донбассэнерго».
28 мая 2001 года была предпринята попытка продажи ТЭС за долги, остановленная решением президента Украины Л. Д. Кучмы (который запретил приватизацию энергообъектов за долги).
28 июля 2003 года ТЭС была внесена в перечень особо важных объектов электроэнергетики Украины, обеспечение охраны которых было возложено на ведомственную военизированную охрану во взаимодействии со специализированными подразделениями МВД Украины и иных центральной органов исполнительной власти.
22 июня 2004 года в соответствии с постановлением Кабинета министров Украины ОАО «Донбассэнерго» вошла в НАК «Энергетическая компания Украины».
После начала боевых действий на востоке Украины 18 февраля 2015 года премьер-министр Украины А. П. Яценюк распорядился остановить оплату электроэнергии, вырабатываемой на станциях, оставшихся за линией фронта. В этот же день, 18 февраля 2015 года, Министерство энергетики и угольной промышленности Украины утвердило список электростанций для прекращения расчётов, в число которых вошла Старобешевская ТЭС. В марте 2015 года руководство непризнанной Донецкой Народной Республики приняло решение о ликвидации «Донбассэнерго» и национализации Старобешевской ТЭС, однако национализации не произошло и Старобешевская ТЭС ещё долгое время по-прежнему входила в состав «Донбассэнерго», работая в правовом поле Украины, пока в марте 2017 года властями Донецкой Народной Республики на ней не было введено новое управление. В июне 2015 года на Старобешевской ТЭС был включён в сеть после ремонта энергоблок № 13.

## Описание
Установленная мощность 2300 МВт (3 турбины по 100 МВт были демонтированы, действуют 10 турбин по 200 МВт). Топливом служит донбасский уголь. Техническое водоснабжение комбинированное — с водохранилищем и градирнями. Электроэнергия передаётся по высоковольтным линиям электропередачи напряжением 110 и 220 кВ.